# San Marco la Catola
San Marco la Catola község (comune) Olaszország Puglia régiójában, Foggia megyében.

## Fekvése
Lucera városától nyugatra, a Dauniai-szubappenninekben fekszik, Campania és Puglia határán. 

## Története
A települést 1228-ban alapították a Szentföldről hazatérő kereszteslovagok, akiknek II. Frigyes német-római császár jelentős birtokokat ajánlott fel Apuliában. 1821-ig nemesi birtok volt, ezt követően önálló községgé vált a Nápolyi Királyságon belül.

## Népessége
A lakosság számának alakulása:

## Főbb látnivalói
- kapucinus kolostor